# Sulcophanaeus leander
Sulcophanaeus leander là một loài bọ cánh cứng trong họ Bọ hung (Scarabaeidae).